# Referendum w Chorwacji w 2012 roku
Referendum akcesyjne w Chorwacji – referendum przeprowadzone 22 stycznia 2012 roku ws. przystąpienia Republiki Chorwacji do Unii Europejskiej. 

## Geneza referendum
Negocjacje rozpoczęto w 2005. Ich zakończenie początkowo planowano na lipiec 2010, a założoną datą akcesji był rok 2011. Negocjacje jednak przeciągnęły się w czasie, między innymi z powodu konfliktu granicznego pomiędzy Chorwacją a Słowenią i zablokowaniem ich przez tę ostatnią. Ostatecznie, zamknięcie negocjacji nastąpiło 30 czerwca 2011.

## Badania opinii publicznej
Badania opinii publicznej dotyczące przystąpienia Chorwacji do Unii Europejskiej były regularnie prowadzone przez agencje CRO Demoskop, Ipsos Puls i Mediana Fides. Od 2008 badania wykazują poparcie obywateli dla przystąpienia Chorwacji do Unii Europejskiej, a od lipca 2011 poparcie waha się pomiędzy 55% a 60%. Największe poparcie odnotowano w połowie listopada 2010 i wyniosło 64% za. Najniższe poparcie odnotowano w dniach 15–16 kwietnia po wyroku ICTY na Mladena Markača i Ante Gotoviny, gdzie poparcie dla przystąpienia Chorwacji do UE wyniosło 23%.

## Przebieg i wyniki głosowania
55% – 60% za
     60% – 65% za
     65% – 70% za
     70% – 75% za
     > 75% za

Wyniki w poszczególnych żupaniach:
55% – 60% za
60% – 65% za
65% – 70% za
70% – 75% za
> 75% za

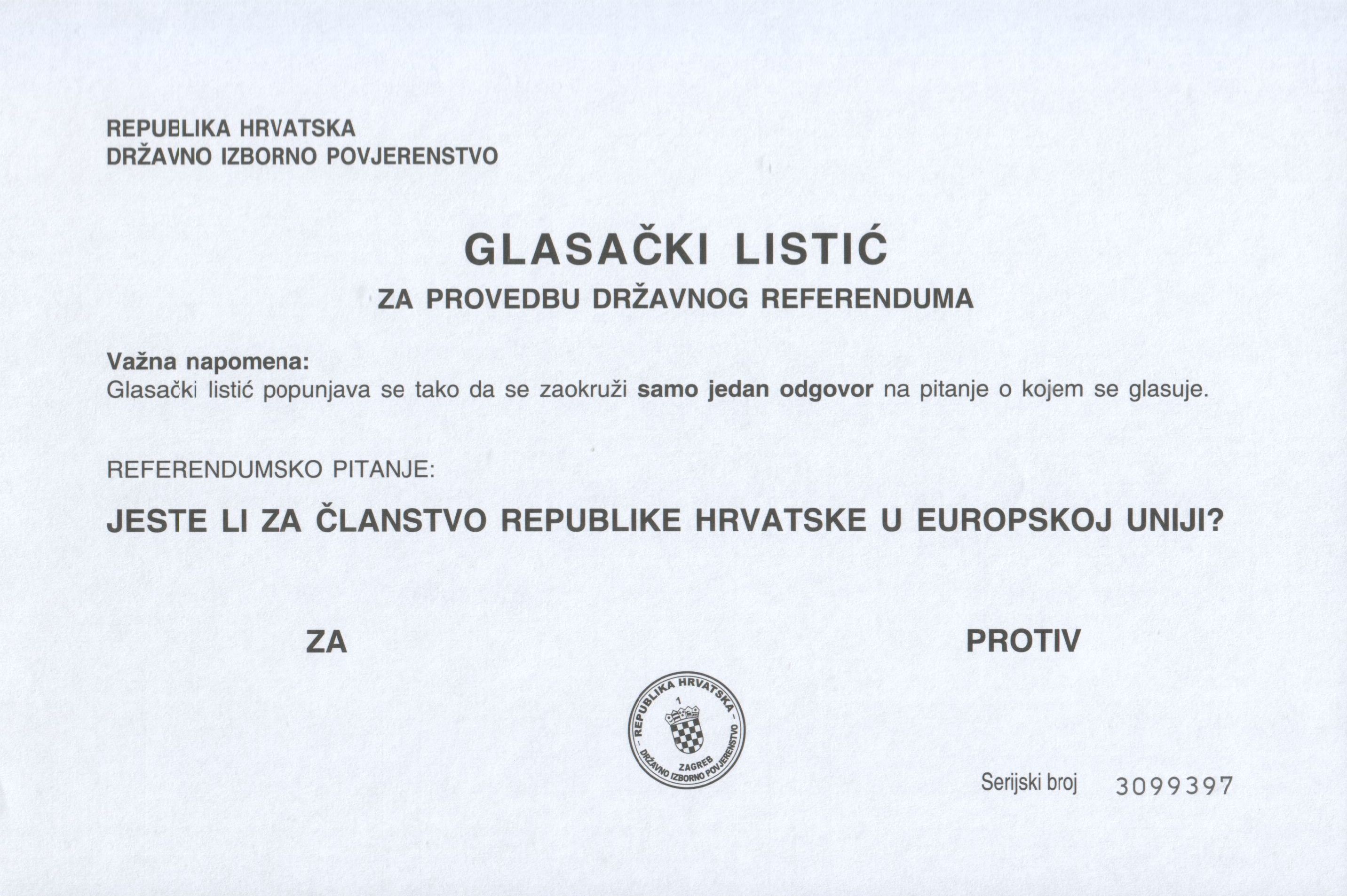
Karta do głosowania

Obywatele Chorwacji w referendum odpowiadali na następujące pytanie:

Czy jesteś za członkostwem Republiki Chorwacji w Unii Europejskiej?
Za oddano 66,27% głosów (tzn. 1 299 008), natomiast przeciw wstąpieniu Chorwacji do Wspólnot Europejskich opowiedziało się 33,13% osób (649 490). 11 733 głosujących oddało głos nieważny, co stanowi 0,6%.
Frekwencja wyniosła 43,51% i była zdecydowanie niższa od spodziewanej. Premier Chorwacji, Zoran Milanović w reakcji na tak niskie zainteresowanie swoich rodaków głosowaniem, stwierdził, że ludzie są najwyraźniej rozczarowani – jest to przesłanie świadczące o stanie tego kraju i przesłanie pod adresem mojego rządu.
Ponieważ w Chorwacji nie obowiązuje pojęcie ciszy wyborczej, w przededniu głosowania odbyło się wiele manifestacji – głównie eurosceptyków.
Chorwacja przystąpiła do Unii Europejskiej jako 28. państwo członkowskie 1 lipca 2013.

## Reakcje na wynik referendum
Z zadowoleniem przyjmujemy pozytywny wynik referendum. Wraz z tym głosowaniem obywatele Chorwacji wyrazili zgodę na integrację europejską. Winszujemy tego wyboru Chorwacji i jej narodowi. Wejście do UE zaoferuje jej nowe możliwości, umocni stabilność i pomyślny rozwój jej narodu

Zerwiemy ją (…), choćbyśmy mieli umrzeć.